# ماه (اپرا)
ماه (Der Mond) اپرایی است در یک پرده از کارل ارف مصنف و آهنگساز آلمانی که لیبرتو آن بر عهده خود وی است. این اپرا بر اساس قصه‌های برادران گریم نوشته شده است. نخستین اجرای این اپرا به تاریخ ۵ فوریه ۱۹۳۹ در مونیخ به رهبری کلمنس کراوس می‌باشد

## نگارخانه

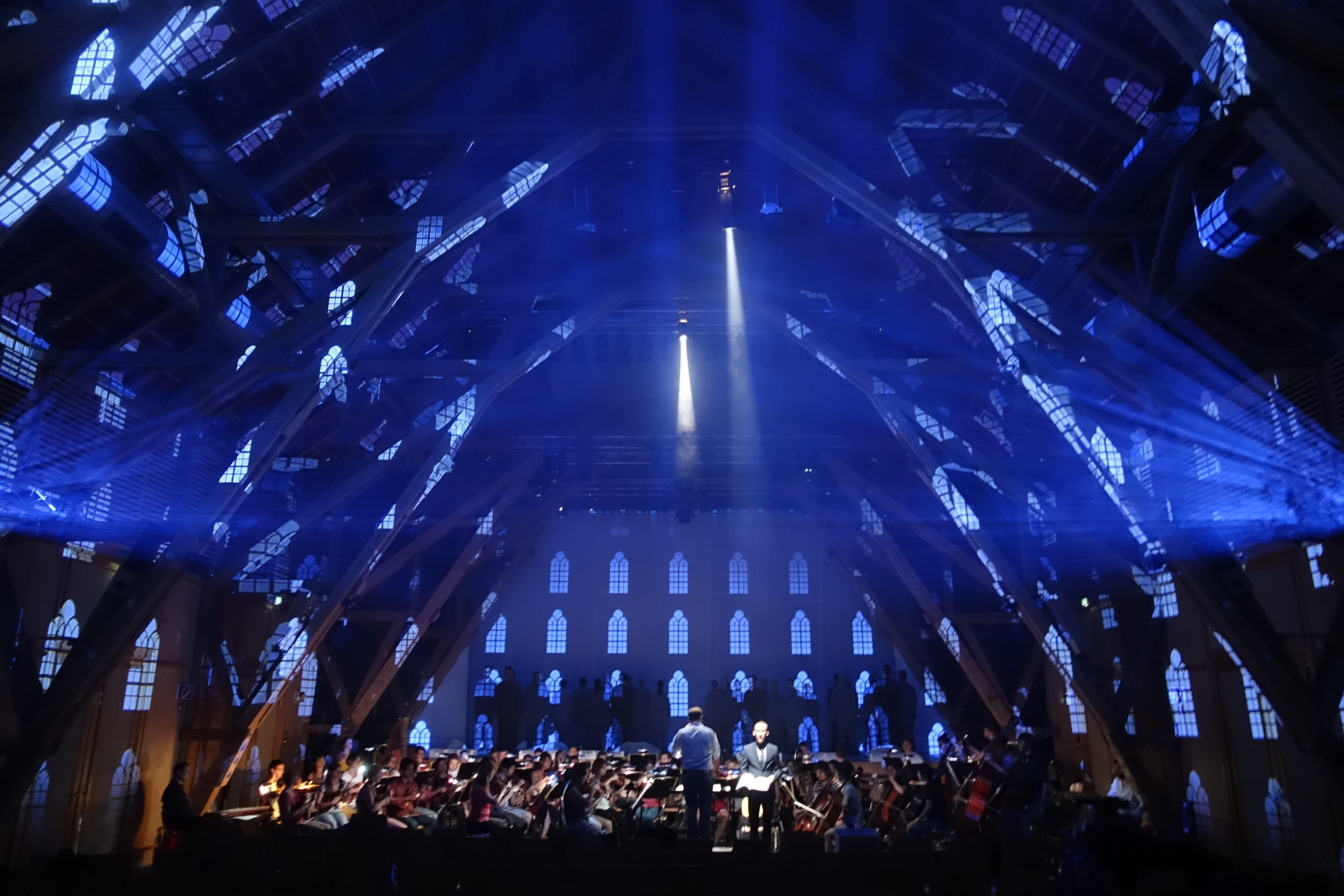